# Estación Libertador (Metro de Maracaibo)
La Estación Libertador es la última de las seis primeras estaciones inauguradas que forman parte de primera etapa de la línea 1 del sistema de transporte masivo Metro de Maracaibo. Entró en operaciones en junio de 2009. Se encuentra en la Avenida Libertador, frente al Mercado Las Playitas del centro de la Ciudad de Maracaibo, Venezuela.
Es la actual estación más grande del sistema con tres pisos de altura, siendo el primero de acceso, el segundo para la venta de tarjetas electromagnéticas y movilización de pasajeros, y el tercero de embarque y desembarque de los trenes. Debido a su tamaño, es además junto a la Estación Urdaneta, sede para exposiciones, albergando la 1.ª Exposición Metros de Ciudad, en agosto de 2009; siendo una muestra fotográfica de la ciudad a través del Metro.
Desde 2014, se encuentra activo el sistema de metrobús, conocido como Bus Metromara, el cual parte desde la Estación Libertador hacia tres rutas que recorren importantes avenidas de la ciudad, tales como: La Limpia, El Milagro, Bella Vista, Padilla y 5 de Julio.
En junio de 2015, se alcanzó un récord de movilización con más de 670 mil usuarios, los cuales se estima que circularon solo por esta estación del metro.